# Homalophis gyii
Espèce
Synonymes
- Enhydris gyii Murphy, Voris & Auliya, 2005

Statut de conservation UICN

 DD  : Données insuffisantes
Homalophis gyii, le Serpent caméléon, est une espèce de serpents de la famille des Homalopsidae.

## Répartition
Cette espèce est endémique de Kalimantan en Indonésie. Elle se rencontre dans le bassin du Kapuas.

## Description
Dans leur description les auteurs indiquent que l'holotype mesure 76,6 cm dont 10,1 cm pour la queue. Son dos est gris noirâtre avec des écailles iridescentes. Sa face ventrale est brun roux.
Ce serpent venimeux a la propriété de pouvoir changer de couleur selon le milieu dans lequel il évolue, allant du rouge-brun au blanc en quelques minutes . Cette capacité de mimétisme, couramment décrite chez les caméléons, n'est que très rarement observée chez un serpent.

## Étymologie
Cette espèce est nommée en l'honneur de Ko Ko Gyi, professeur à l'université de Rangoon.

## Publication originale
- Murphy, Voris & Auliya, 2005 : A new species of Enhydris (Serpentes: Colubridae: Homalopsinae) from the Kapuas River System, West Kalimantan, Indonesia. Raffles Bulletin of Zooogy, p. 53, no 2, p. 271-275 (texte intégral).